# Cladonia cryptochlorophaea
Cladonia cryptochlorophaea Asahina, 1940, è una specie di lichene appartenente al genere Cladonia,  dell'ordine Lecanorales.
Il nome proprio è composto dal greco κρύπτον krypton, cioè nascosto, celato, non visibile, dal greco χλορός chloròs, che significa verde, verde-giallognolo, e dal greco φαιὸς faiòs, che significa scuro, grigio, fosco, bruno, ad indicarne il colore.

## Caratteristiche fisiche
Il sistema di riproduzione è principalmente asessuato, attraverso i soredi o strutture similari, quali ad esempio i blastidi. Il fotobionte è principalmente un'alga verde delle Trentepohlia, di preferenza una Trebouxia.

## Habitat
Questa specie si adatta soprattutto a climi di tipo temperato fresco, pressoché olartico. Rinvenuta su suoli calcarei ricchi di humus, su torba. Ha molte affinità di habitat e portamentali con Cladonia grayi. Predilige un pH del substrato da molto acido a intermedio fra molto acido e subneutro. Il bisogno di umidità è mesofitico.

## Località di ritrovamento
La specie è stata rinvenuta nelle seguenti località:
- USA (Distretto di Columbia, Maine, Massachusetts, Oregon, Virginia Occidentale, Vermont, Alaska, Connecticut, New Hampshire, Michigan, New York, New Jersey, Ohio, Washington, Minnesota, Wisconsin, Illinois, Delaware, Indiana, Texas);
- Canada (Ontario, Nuovo Brunswick, Alberta, Manitoba, Québec (provincia));
- Germania (Renania-Palatinato, Essen, Brandeburgo);
- Spagna (Castiglia e León);
- Cina (Anhui);
- Austria, Colombia, Corea del Sud, Danimarca, Estonia, Finlandia, Giappone, Islanda, Norvegia, Polonia, Repubblica Ceca, Svezia, Venezuela.

In Italia questa specie di Cladonia è estremamente  rara: 
- Trentino-Alto Adige, non è stata rinvenuta
- Val d'Aosta, non è stata rinvenuta
- Piemonte, non è stata rinvenuta
- Lombardia, non è stata rinvenuta
- Veneto, da alquanto rara ad estremamente rara nelle zone al confine col Trentino
- Friuli, non è stata rinvenuta
- Emilia-Romagna, non è stata rinvenuta
- Liguria, estremamente rara, solo in alcune zone interne è molto rara
- Toscana, estremamente rara, solo in alcune zone interne è molto rara
- Umbria, non è stata rinvenuta
- Marche, non è stata rinvenuta
- Lazio, estremamente rara, solo in alcune zone interne è molto rara
- Abruzzi, non è stata rinvenuta
- Molise, non è stata rinvenuta
- Campania, non è stata rinvenuta
- Puglia, non è stata rinvenuta
- Basilicata, non è stata rinvenuta
- Calabria, non è stata rinvenuta
- Sicilia, estremamente rara, solo in alcune zone interne è molto rara
- Sardegna, estremamente rara, solo in alcune zone interne è molto rara.[2]

## Tassonomia
Questa specie è attribuita alla sezione Cladonia; a tutto il 2008 sono state identificate le seguenti forme, sottospecie e varietà:
- Cladonia cryptochlorophaea f. cryptochlorophaea Asahina (1940).
- Cladonia cryptochlorophaea f. inactiva Asahina (1940).